# Taganak
Taganak est une petite île tropicale, entourée par la mer de Sulu, dans la province de Tawi-Tawi, aux Philippines. L’île est la plus grande des sept Turtle Islands et elle sert de centre administratif de la municipalité des Turtle Islands.

## Géographie
L’île est à la limite de la frontière maritime, fixée par un traité international, séparant les Philippines de la Malaisie. Taganak couvre environ 116 hectares (290 acres). Le point culminant est à 148 mètres d’altitude. L’île mesure environ 1,6 km de long.

## Histoire
En tant que l’une des Turtle Islands, l’île jouit de la particularité historique d’être un territoire qui n’était pas sous administration philippine au moment de l’indépendance en 1946. L’État de Bornéo du Nord, un protectorat du Royaume-Uni, administrait l’île. La République des Philippines a repris au Royaume-Uni l’administration de l’île le 16 octobre 1947,. Le 22 octobre 1947, le premier officier de district et la première force de police philippine à administrer les Turtle Islands ont pris leurs fonctions à Taganak.
L’île se trouve près de l’entrée de la baie de Sandakan. Le phare de l’île, qui était d’une importance cruciale pour le nord de Bornéo, est devenu le sujet d’un différend international connu sous le nom de conflit du phare de Taganak,. Le traité international de 1930 traitant du transfert de l’administration des îles de la Tortue, y compris Taganak, contenait la disposition suivante :

« Dans le cas où [l’administration] de l’île de Taganak (...) serait transférée, le gouvernement des États-Unis examinera favorablement la question de l’indemnité à verser à la [British North Borneo Company] pour les dépenses en capital engagées par la société en rapport avec le phare situé sur l’île, et le gouvernement des États-Unis pourvoira à l’entretien futur du phare. »

Au moment du transfert de l’île, le gouvernement philippin a rejeté la demande du Royaume-Uni que les Philippines paient le coût du phare et qu’elles assurent son entretien à l’avenir. Le gouvernement de Manille a affirmé que le phare avait été gravement endommagé pendant la guerre, qu’il n’avait pas été remis en service depuis sa destruction, et que les Philippines n’avaient pas besoin de son service. Le gouvernement était prêt à louer le site du phare au nord de Bornéo pour un peso par an, tant que les Britanniques auraient besoin de l’installation et l’utiliseraient. Le Royaume-Uni était d’avis que les Philippines étaient tenues, aux termes du traité de 1930 concernant les Turtle Islands, de l’entretenir à l’avenir. Aujourd’hui, la tour du phare abandonné reste au sommet de l’île.
Le 16 octobre 1947, le gouvernement britannique de Bornéo du Nord a officiellement remis aux Philippines les terres offshore de Bornéo (Taganak, Great Bakkungan, Bayaua, Sibaung et Lihiman). Le 26 juin 1948, M.G. Combe, représentant la Grande-Bretagne, l’ancien président Diosdado Macapagal pour les Philippines, la princesse Tarhata Kiram pour le sultanat et le gouverneur Kalingalan Caluang, fils de Panglima Caluang, pour Sulu, assistèrent à l’inauguration de la plaque commémorative sur l’île de Taganak. Le capitaine Kalingalan Caluang était l’un des « 21 combattants » de Sulu et l’un des fondateurs d’Ansarul Islam, aux côtés de Domocao Alonto, Rashid Lucman, Salipada Pendatun, Hamid Kamlian, Udtog Matalam et Atty. Macapantun Abbas Jr.. Le président Elpidio Quirino a passé deux heures le 22 mai 1951 à visiter l’île de Taganak. Le président a visité le monument à l’endroit où le drapeau philippin a été hissé lors des cérémonies de passation par les Britanniques de l’administration des Turtle Islands au gouvernement philippin. Il a également inspecté les dépôts d’œufs de tortues dont la collecte et la vente avaient depuis été entreprises par le gouvernement philippin, et s’est penché sur la principale industrie de l’île, le coprah. Le président a également visité la deuxième plus grande île du groupe, Baguan, où la plupart des œufs de tortues sont rassemblés. Il a passé une autre heure à y inspecter l’industrie des œufs de tortue.
Le 8 novembre 1962, le maire de Taganak de l’époque, Timbayan Anam, s’enfuit à 29 km de l'île, à Sandakan, avec sa famille et cinq policiers, dont le chef de la police, à la suite d’une attaque de 20 hommes. La police de Sandakan a alerté l’armée philippine à Bongao.
À une époque de tensions accrues entre les Philippines et la Malaisie, la présence de troupes philippines sur l’île de Taganak a été citée comme menaçante dans un discours prononcé en 1968 devant le parlement de Malaisie par le Premier ministre de Malaisie, Tunku Abdul Rahman. À la suite des relations tendues entre les Philippines et la Malaisie en 2013, lorsque de nombreux Philippins ont été expulsés de Sabah, environ 400 Philippins de Sabah se sont brièvement retrouvés bloqués sur l’île.

## Administration et propriété
L’île fait partie du barangay de Taganak Poblacion qui comptait 2 430 habitants au moment du recensement de 2010. Il sert de centre administratif de la municipalité des Turtle Islands. Il y a sur l’île une école primaire qui comptait 662 élèves au cours de l’année scolaire 2013-2014. Le lycée national de Taganak dispense également un enseignement secondaire sur l’île.
L’île fait partie du sanctuaire de faune sauvage des Turtle Islands créé le 12 août 1999 par la proclamation présidentielle 171. Il y a une écloserie de tortues sur l’île. Il n’y a pas d’approvisionnement en électricité sur l’île. L’île est la propriété de l’État. En 2014, des plans visant à construire un hôtel et des chalets touristiques, pour stimuler l’écotourisme et accueillir les touristes venant pour le sanctuaire de faune sauvage de Turtle Islands, ont été approuvés. Le Conseil de gestion de l’aire protégée a approuvé une résolution pour la construction sur l’île de Taganak d’un hôtel pour le coût de 28 millions de pesos philippins.

## Crime et piraterie
Le groupe terroriste criminel Abou Sayyaf, spécialisé dans les enlèvements contre rançon, était actif dans les environs de l’île. En 2017, il a été rapporté qu’ils avaient enlevé six Vietnamiens au large de l’île de Taganak. L’île est également un point de transit pour la contrebande de marchandises, y compris d’œufs de tortue,. L’île a également été citée comme point de transit pour la migration illégale vers la Malaisie,. Il y a un poste de police maritime et un poste de garde-côtes pour la sécurité de l’île.